# Cimetière militaire britannique de Jérusalem
Le cimetière militaire britannique de Jérusalem est un cimetière militaire britannique sur le mont Scopus à Jérusalem. Il honore les soldats du Commonwealth tombés lors de la Première Guerre mondiale en Palestine mandataire.

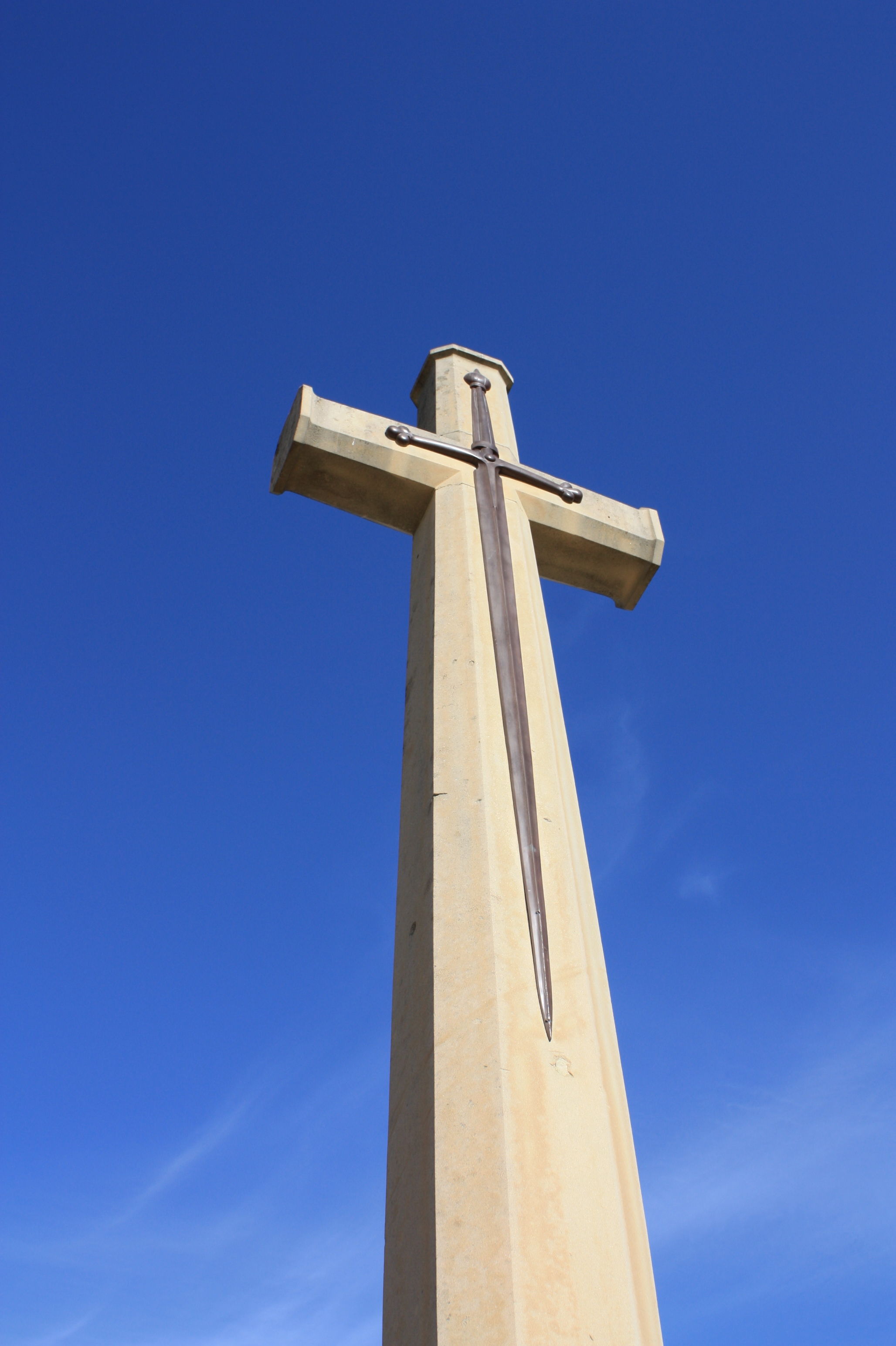
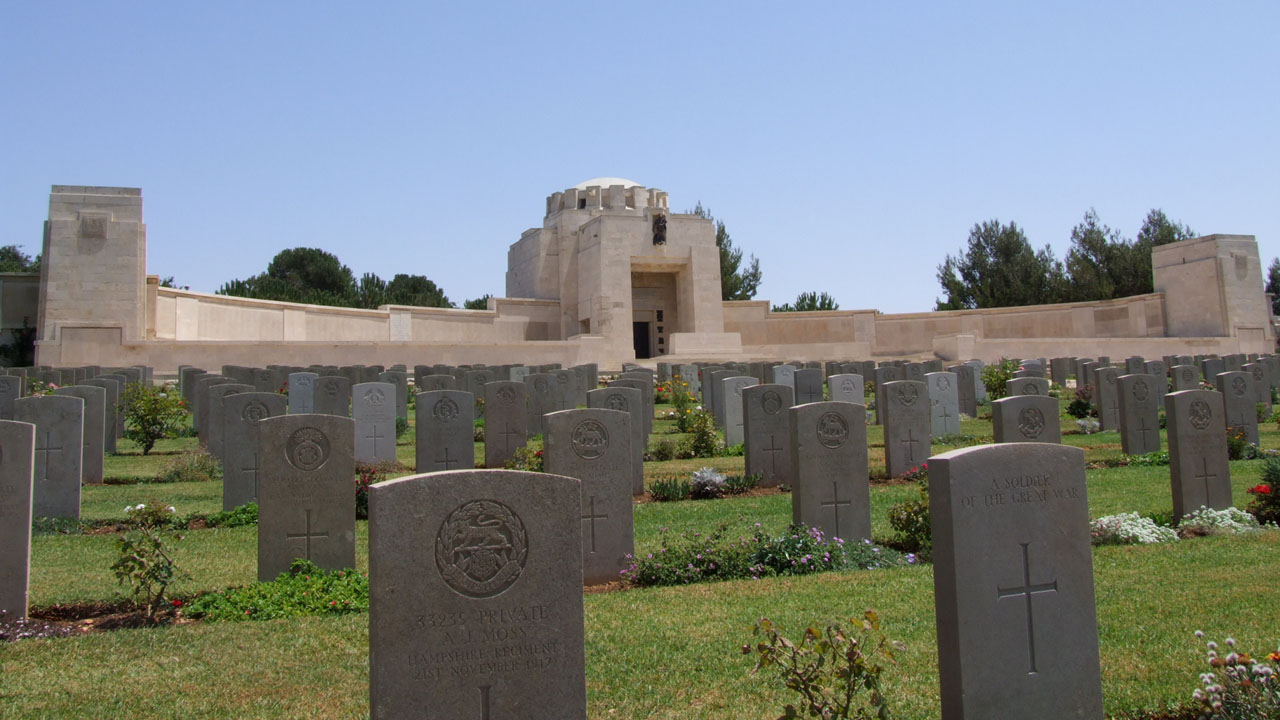
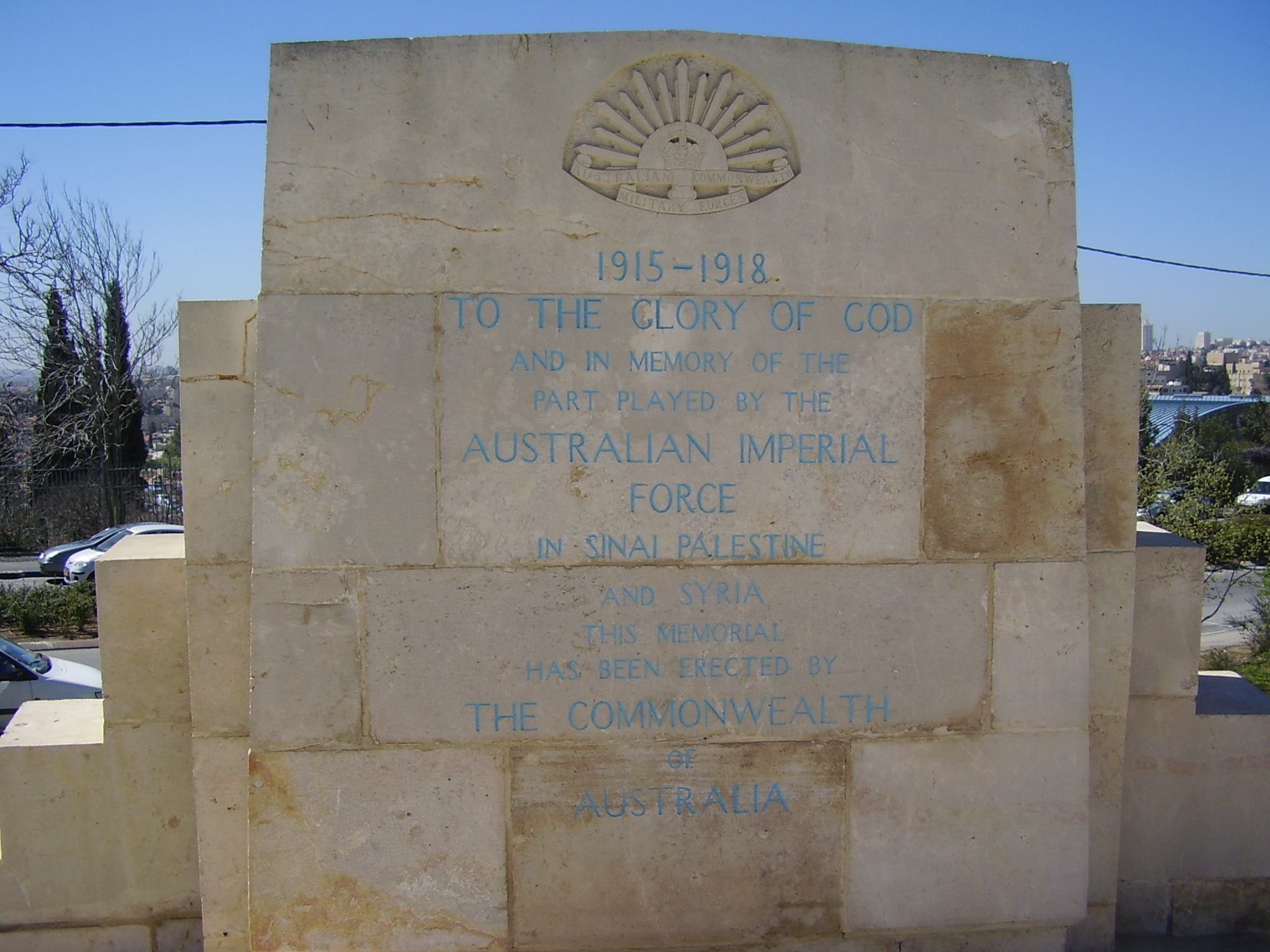
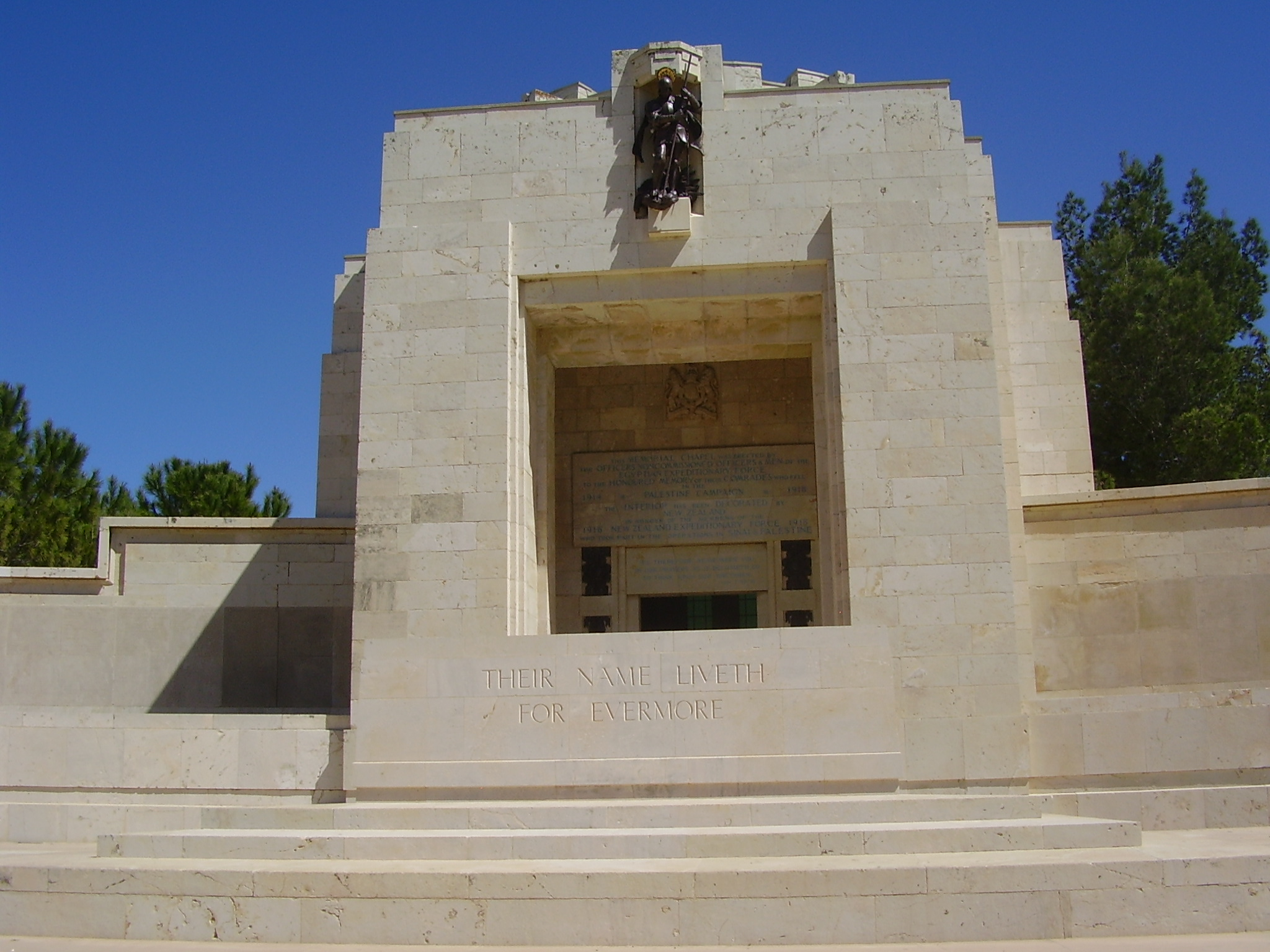
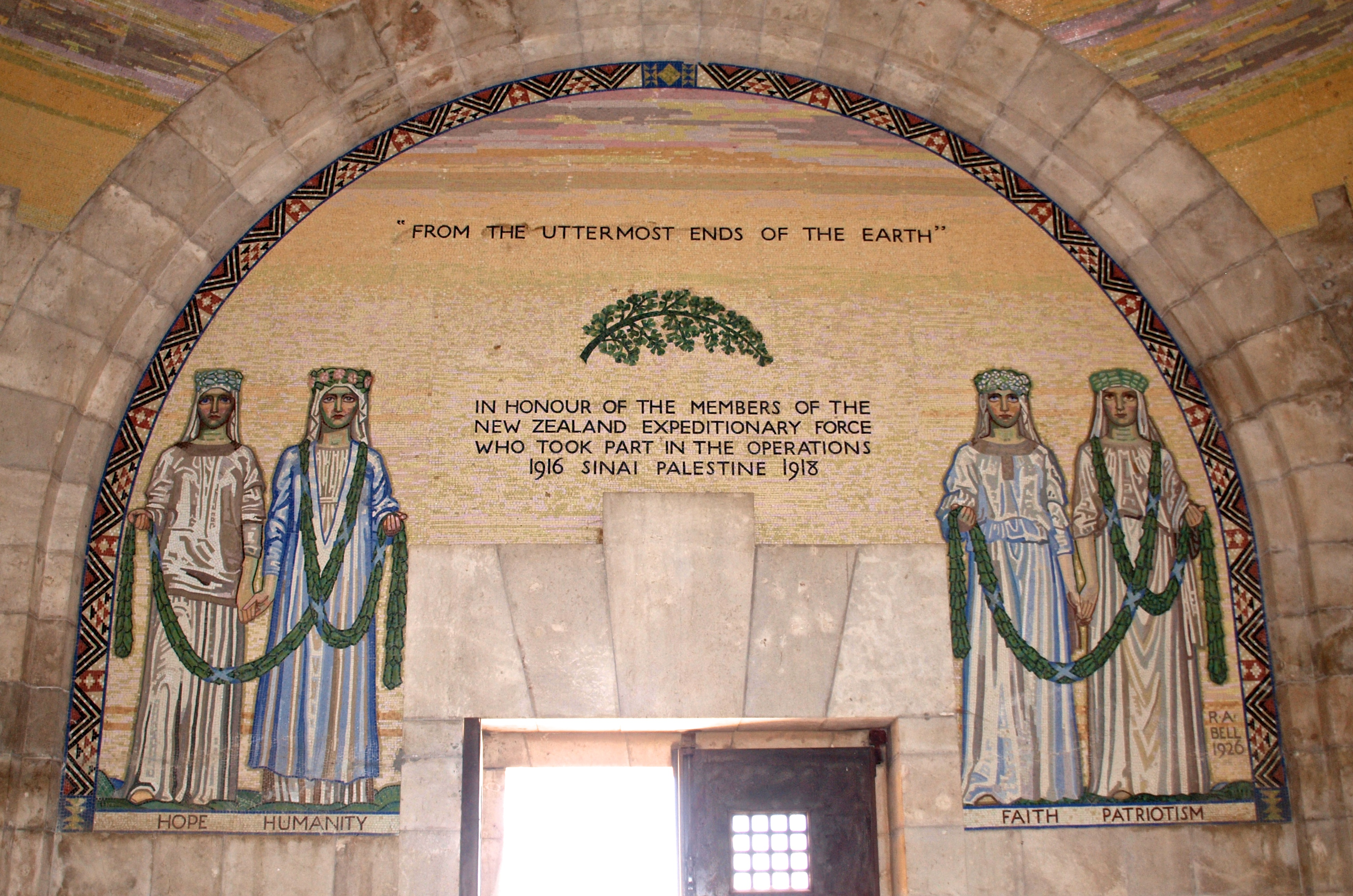